# Пентародийтербий
Пентаро̀дийте́рбий — бинарное неорганическое соединение, интерметаллид
тербия и родия
с формулой Rh5Tb,
серые кристаллы.

## Получение
- Спекание стехиометрических количеств чистых веществ:

{\displaystyle {\mathsf {Tb+5Rh\ {\xrightarrow {1600^{o}C}}\ Rh_{5}Tb}}}

## Физические свойства
Пентародийтербий образует кристаллы гексагональной сингонии, пространственная группа P 6/mmm, параметры ячейки a = 0,5134 нм, c = 0,4290 нм, Z = 1,
структура типа пентамедькальция CaCu5.
Соединение конгруэнтно плавится при температуре ≈1600 °C,
а при температуре ниже 900 °C находится в метастабильном состоянии.